# Amerikansk ost

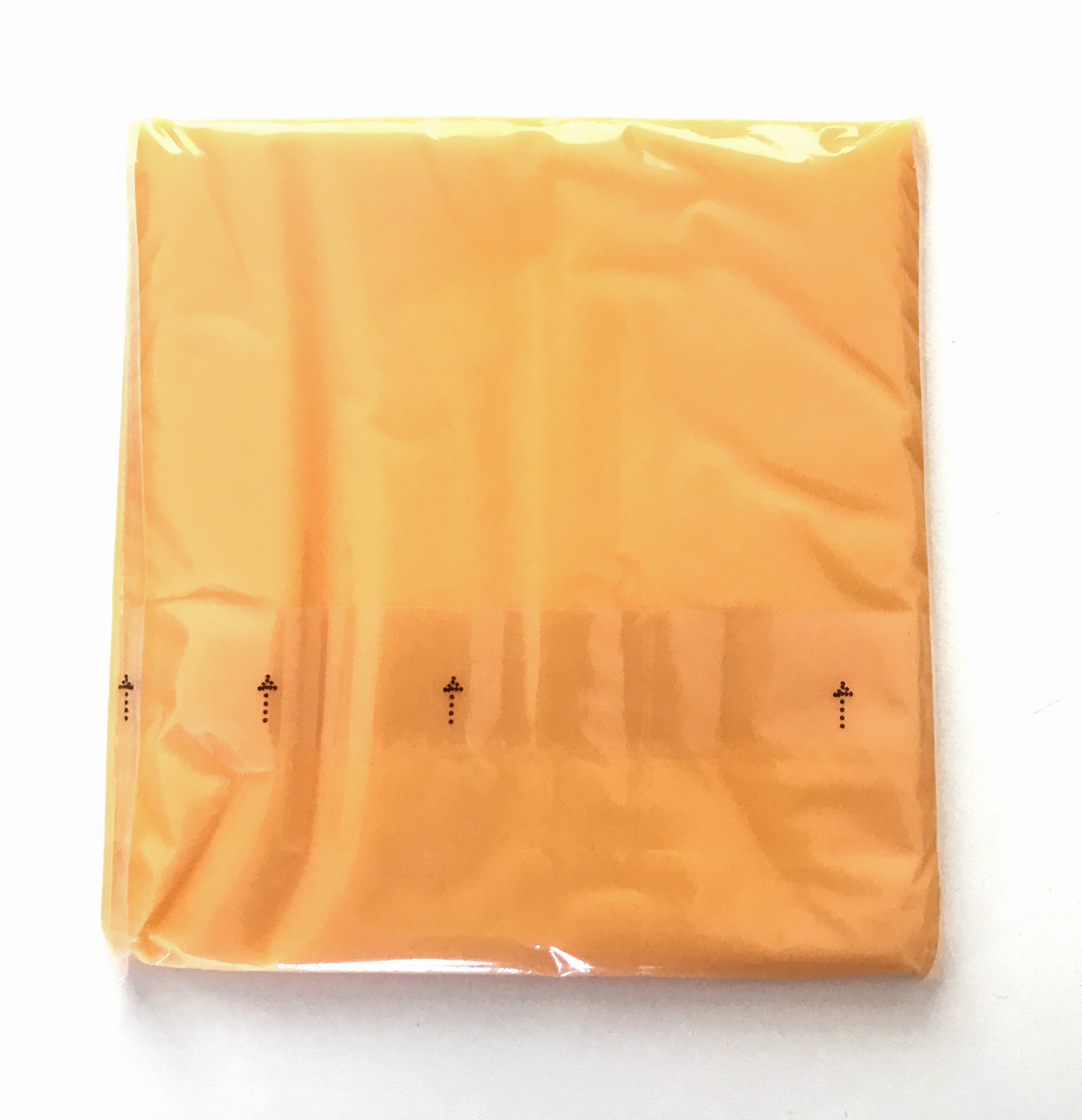
En inplastad ostskiva av typen amerikansk ost.

Amerikansk ost (engelska: American cheese) eller pastöriserad processostmat (engelska: Pasteurized process cheese food) är en variant av smältost bestående av att blanda minst en av cheddar, tvättad ostmassa, Colbyost eller hårdost till en ostmassa. Smältosten är antingen vit, gul eller orange, när den är orangefärgad används då ett livsmedelsfärgämne som är baserad främst på Annatto men paprika kan användas också. Övriga ingredienser är bland annat emulgeringsmedel, salt, surhetsreglerande medel, vatten samt kryddor eller konstgjorda aromämnen. Amerikansk ost måste också innehålla minst 51% ost, en fetthalt som inte understiger 23% och en fukthalt på 44%.
År 2018 publicerade det brittiska marknadsundersökningsföretaget Euromonitor International att amerikanska konsumenter köpte amerikansk ost för totalt 2,77 miljarder amerikanska dollar och där genomsnittspriset låg då på fyra dollar per pund smältost.

## Historik
År 1911 började de schweiziska kemisterna Walter Gerber och Fritz Stettler att utveckla en ost som skulle ha lång hållbarhet. De värmde upp en emmentaler och tillsatte trinatriumcitrat. Det blev lyckat men de upptäckte samtidigt att osten blev mycket slätare än vad det var innan. Vid den tidpunkten utvecklade även kanadensaren James L. Kraft, grundaren till amerikanska Kraft Foods Inc., en liknande ost, där han värmde upp och kylde ost för att få fram en "varmost". Syftet var att det skulle vara enklare att skiva den. År 1916 lämnade Kraft in ett patent på osten och fick det godkänt. Emulgerande salter tillsattes i senare skede för att det skulle bli enklare att smälta osten. År 1944 patenterade brodern Norman Kraft en process på att kyla osten samt att skiva och paketera en ostskiva enskilt. Den mest kända varumärket av amerikansk ost är Kraft Singles, som lanserades 1950 som Kraft De Luxe Process Slices av just Kraft Foods Inc. Processen förfinades 1965 och produkten fick då namnet Kraft Singles. År 2003 upptäckte den federala livsmedels- och läkemedelsmyndigheten U.S. Food and Drug Administration (FDA) att Kraft Foods hade börjat använda mjölkproteinkoncentrat istället för riktig mjölk och ost vid framställan av amerikansk ost. Skälet var att det var betydligt billigare än att använda riktiga varor. FDA surnade till och skickade Kraft Foods ett "cease and desist"-brev och krävde att Kraft Foods skulle sluta att kalla osten för mat. Kraft Foods var då snabba på att kalla den istället "pasteurized process cheese food", vilket gjorde att osten hamnade i en odefinierad kategori, som inte hade några regleringar och restriktioner hos FDA. Konkurrenterna som tillverkade amerikansk ost hängde på och alla började använda den beteckningen som Kraft Foods hade valt.